# 袋タンク

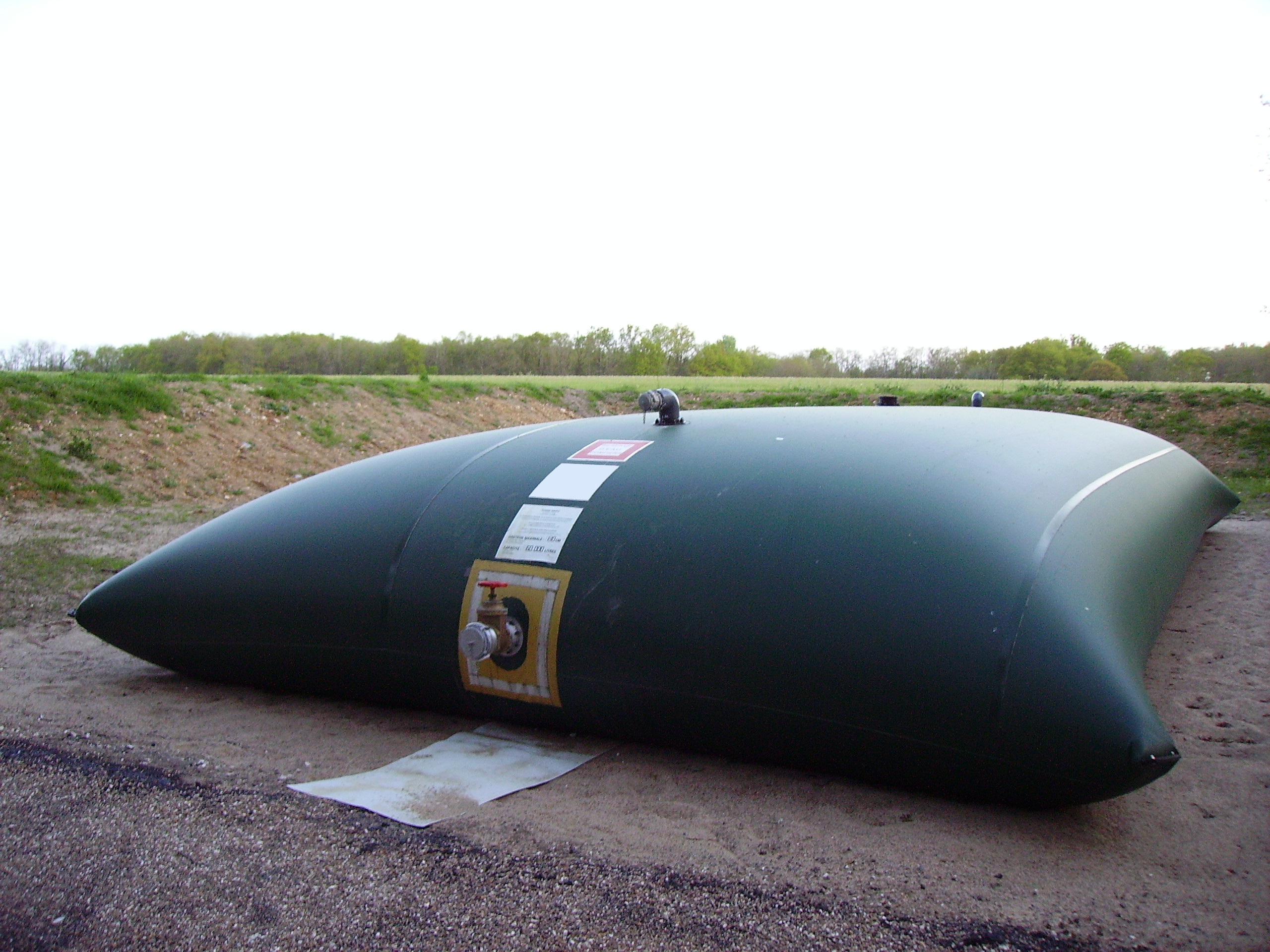
耐火袋タンク

袋タンクは多種多様な液体に対応した巨大で柔軟性に富む貯蔵タンクである。満杯になると枕状になることから枕タンクとも呼ばれる。

## 概要
高熱抵抗のポリ塩化ビニル素材を高周波はんだ付け処理を施し製造される。元となるポリエステル素材は一般的に紫外線耐性があり、化学安定性に優れ、摩耗抵抗も備えている。組成の違いにより異なる液体に対応し、例えば、炭化水素、液体肥料、化学製品、雨、飲料水、廃水などに特化した種類がある。 
設置自体は簡単に手早くできるが、表面が傷つかないように岩石など突起物がない平坦面に置く必要がある。主に微かな砂やジオテキスタイルシートを表面の凹凸を和らげるのに用いられる。
軽量、柔軟性、可動性、長年持つ耐久性などの特徴があり、素材は他の用途に再利用可能である。容量は最大1,000立方メートルであり、中身は蒸発せず、臭いは漏れず、外部からの汚染もない。農業、産業、民間防衛、軍隊、人道支援組織などで活用されている。